# Emilie Henriksen
Emilie Henriksen (* 15. März 1997 in Vejle) ist eine dänische Fußballspielerin.

## Karriere

### Vereine
Henriksen gehörte Anfang des Jahres 2012 dem Vejle BK in ihrem Geburtsort an. Für den Verein spielte sie bis Ende Januar 2014 Fußball, bevor sie bis Juni 2016 beim Odense BK gemeinsam mit Jungen, anschließend bis Ende des Jahres 2016 für die Juniorinnenmannschaft des Vereins spielte.
Dem Jugendalter entwachsen, wurde sie zur Spielzeit 2017 vom Erstligisten Brøndby IF verpflichtet. Bis zum Ende der Spielzeit 2019 bestritt sie insgesamt 50 Punktspiele, in denen sie zwei Tore erzielte. Während ihrer Vereinszugehörigkeit gewann sie zweimal die Meisterschaft. Des Weiteren wurde sie in sechs nationalen und zehn internationalen Pokalspielen (Champions League 2017 bis 2019) eingesetzt, wobei ihr in beiden Wettbewerben jeweils ein Tor gelang.
Anschließend spielte sie von 2020 bis 2021 für den schwedischen Erstligisten Växjö DFF, für den sie in zwei Spielzeiten 39 Punkt- und vier Pokalspiele bestritt. Nach dem Abstieg ihrer Mannschaft am Ende ihrer zweiten Spielzeit verließ sie diese.
Am 15. Dezember 2021 wurde sie als Winterneuzugang des Zweitligisten MSV Duisburg auf der Vereins-Website vorgestellt. Ihr Pflichtspieldebüt für ihren neuen Verein gab sie am 13. Februar 2022 (10. Spieltag) beim 3:2-Sieg im Heimspiel gegen den FC Ingolstadt 04 über 90 Minuten. Vom 14. bis zum 26. Spieltag schlossen sich 13 weitere Punktspiele in der 2. Bundesliga an; damit hatte sie Anteil am zweiten Platz in dieser Spielklasse, der auch den Aufstieg in die Bundesliga nach sich zog. Zum Saisonauftakt in der höchsten deutschen Spielklasse am 18. September 2022, bei der 0:1-Niederlage im Heimspiel gegen Bayer 04 Leverkusen, debütierte sie in dieser. Bis zum Saisonende 2022/23 trug sie in 17 weiteren Punktspielen zum Klassenverbleib bei. Des Weiteren wurde sie in der 2. Runde und im Achtelfinale des DFB-Pokalwettbewerbs erstmals eingesetzt. Am 7. Januar 2024 wurde ihr Fortgang vom MSV Duisburg auf der Website bekannt; Henriksen ist in Dänemark derzeit vereinslos.

### Nationalmannschaft
Henriksen debütierte als Nationalspielerin in der U16-Nationalmannschaft, die am 11. Mai 2012 in Helsingborg das in Freundschaft ausgetragene Länderspiel gegen die U16-Nationalmannschaft Schwedens mit 1:0 gewann. Nach elf weiteren Länderspielen für die Nachwuchsnationalmannschaft dieser Altersklasse, kam sie am 4. September 2012 in Dublin bei der 0:2-Niederlage im Freundschaftsspiel gegen die U17-Nationalmannschaft Irlands das erste Mal für die U17-Nationalmannschaft zum Einsatz. Ihre ersten zwei von vier Länderspieltoren in insgesamt zehn Länderspielen erzielte sie am 5. August 2013 in Ballerup beim 9:0-Sieg über die U17-Nationalmannschaft Färöers im Spiel der 1. Qualifikationsrunde für die Europameisterschaft 2014 in England mit den Treffern zum 5:0 und 9:0 in der 34. und 73. Minute. Vom 8. März 2014 bis zum 10. April 2016 bestritt sie 28 Länderspiele für die U19-Nationalmannschaft. (12 in Freundschaft, 13 in der EM-Qualifikation, 3 im EM-Turnier 2015). Für die U23-Nationalmannschaft wurde sie von 2016 bis 2019 einmal in jedem Jahr eingesetzt, bevor sie mit der A-Nationalmannschaft am Turnier um den Algarve-Cup 2019 teilnahm und am 4. März, im zweiten Spiel der Gruppe C beim 1:0-Sieg über die A-Nationalmannschaft Chinas, ihr A-Länderspieldebüt gab. Das Spiel um Platz 5 verlor sie mit ihrem Team mit 0:1 gegen die A-Nationalmannschaft Schottlands zwei Tage später im Estádio Algarve.

## Erfolge
MSV Duisburg
- Zweiter 2. Bundesliga 2022 und Aufstieg in die Bundesliga

Brøndby IF
- Dänischer Meister 2017, 2019
- Dänischer Pokal-Sieger 2018